# جوش شيب (كرة سلة)
جوش شيب (بالإنجليزية: Josh Shipp)‏ مواليد 14 فبراير 1986 في لوس أنجلوس، هو لاعب كرة سلة محترف أمريكي بدأ مسيرته الاحترافية في سنة 2009. يبلغ طوله 6 قدم 5 بوصة (2.0 م).

## فرق لعب لها
- غلطة سراي لكرة السلة
- تورك تيليكوم
- بروس باسكتس

## روابط خارجية
- جوش شيب على موقع الدوري الأوروبي لكرة السلة (الإنجليزية)
- جوش شيب على موقع كرة السلة الأوروبية.كوم (الإنجليزية)
- جوش شيب على موقع كلية كرة السلة في سبورتس رفرنس.كوم (الإنجليزية)
- جوش شيب على موقع ريلجم (الإنجليزية)
- جوش شيب على موقع سبورتس رفرنس (الإنجليزية)